# Dennie Gordon
Dennie Gordon é uma directora de televisão e de filme americana.
Seus créditos como directora de televisão incluem Chicago Hope, Picket Fences, Dawson Creek, Sports Night, Ally McBeal, The Practice, 30 Rock, Grounded for Life entre outras séries.